# Franz Ritter von Hauer
Franz Ritter von Hauer (Vienna, 30 gennaio 1822 – Vienna, 20 marzo 1899) è stato un geologo austriaco.

## Biografia
Franz von Hauer nacque da Joseph von Hauer, ebbe il fratello chimico Karl von Hauer e il montanista Julius von Hauer. Hauer fu il sesto figlio, e ebbe otto sorelle. Frequentò il Schottengymnasium di Vienna e studiò dal 1839 al 1843 al Bergakademie Schemnitz. Nel 1846 diventa assistente di Wilhelm Karl Ritter von Haidinger al Mineralogischen Museum di Vienna.
Nel 1856 diventa membro della Accademia Cesarea Leopoldina. Dal 1865 diventa corrispondente dell'Accademia dei Lincei.
Il 17 febbraio 1885 succede a Ferdinand von Hochstetter come intendente del k.k. Naturhistorisches Museum di Vienna.
Tra i suoi molti riconoscimenti, fu membro dell’American Philosophical Society, della Bayerische Akademie der Wissenschaften, e della Geological Society of London, che gli concesse la Medaglia Wollaston nel 1882.

## Opere (parziale)
- Beiträge über die Palaeontolographie von Österreich (1858–1859).
- mit Guido Stache: Geologie Siebenbürgens. Nach den Aufnahmen der k. k. geologischen Reichsanstalt und Literarischen Hülfsmitteln. Wilhelm Braumüller, Wien 1863 (Digitalisat).
- Geologische Uebersichtskarte der österreichisch-ungarischen Monarchie. Nach den Aufnahmen der k.k. geologischen Reichsanstalt bearbeitet von Franz Ritter v. Hauer. (12 Blätter im Maßstab 1:576.000 und jeweilige Erläuterungen) In: Jahrbuch der k.k. geologischen Reichsanstalt, ab 1867  (Digitalisat der Erläuterungen von Blatt VIII Siebenbürgen, 23 (1873), S. 71–116)
- Die Geologie und ihre Anwendung auf die Kenntnis der Bodenbeschaffenheit der Österr.-Ungar. Monarchie. 1. Auflage, Verlag Alfred Hölder, Wien 1875;  (2. Auflage 1878, Digitalisat: Teil 1 und Teil 2).
- Die Cephalopoden des bosnischen Muschelkalkes von Han Bulog bei Sarajevo. In: Denkschriften der kaiserlichen Akademie der Wissenschaften, mathematisch-naturwissenschaftliche Klasse 1888, 54, 8 Tafeln, Wien 1888, S. 1–50.
- Geologische Karte von Oesterreich-Ungarn mit Bosnien-Hercegowina und Montenegro. Gezeichnet von Eduard Jahn (1896).

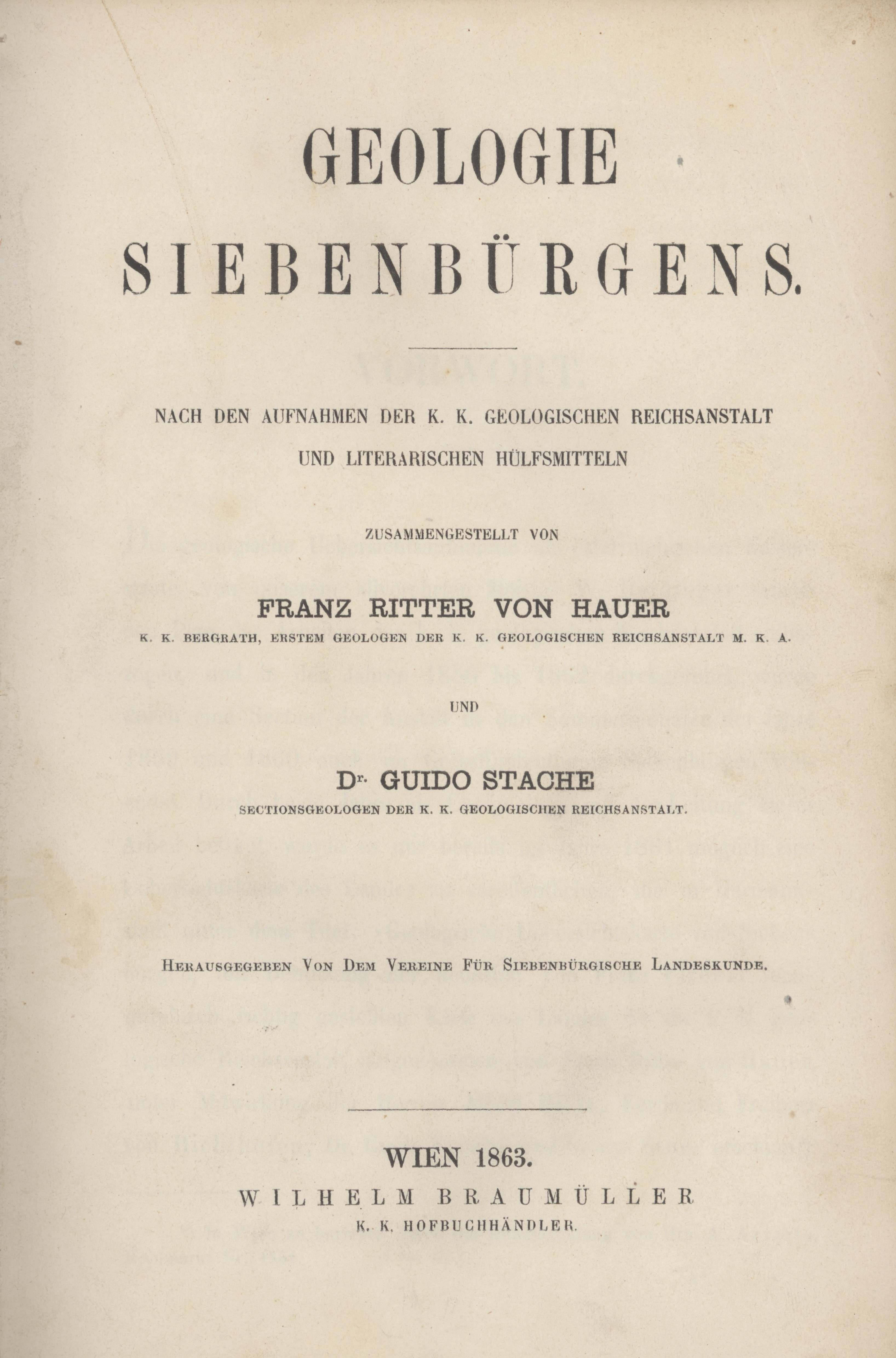
Geologie Siebenbürgens di Hauer e Stache (1863) collaboratore dal 1856 al 1860 di Ferdinand von Richthofen
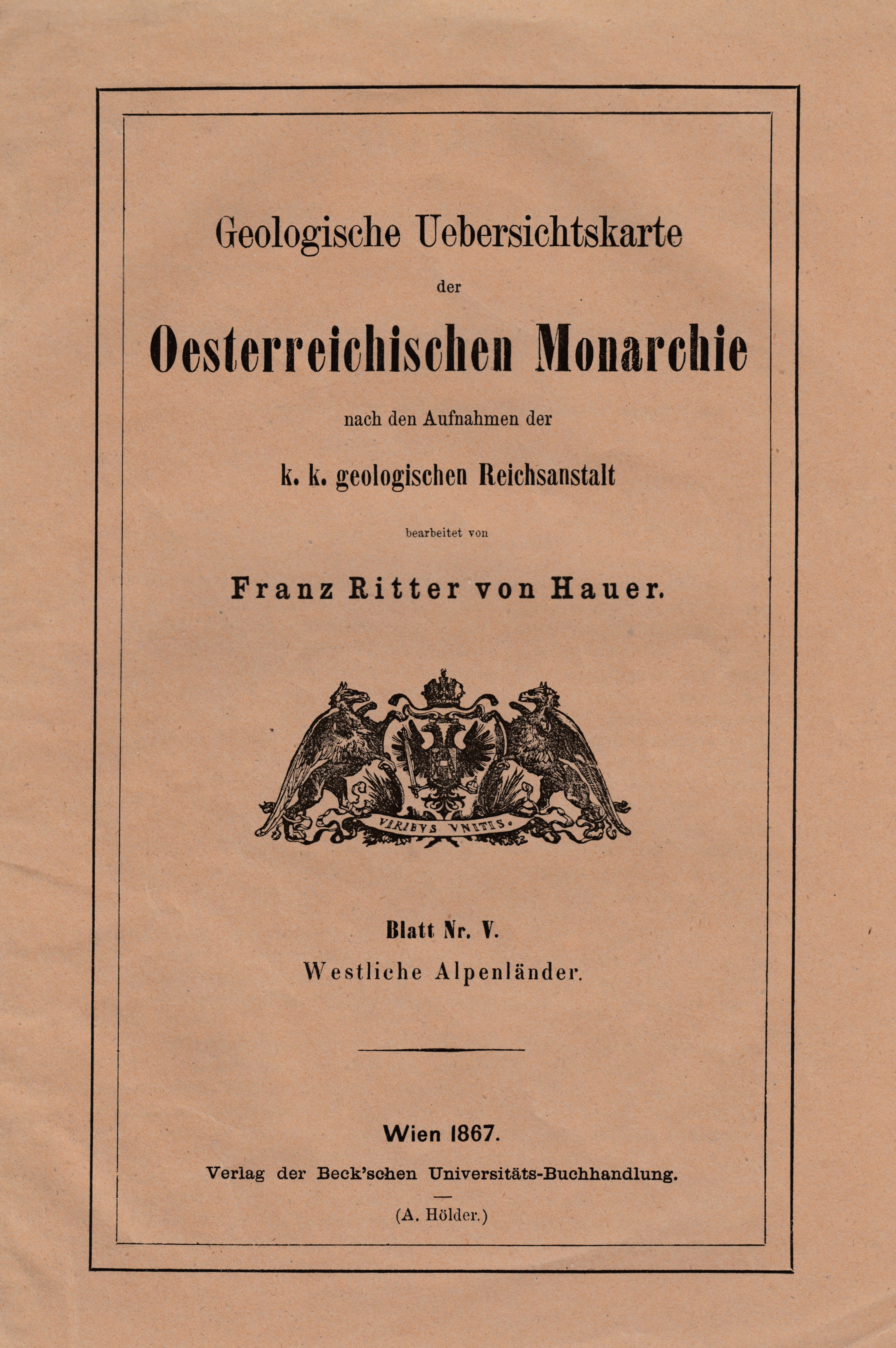
Foglio 5 della Geologischen Übersichtskarte der Oesterreichischen Monarchie (1867)